# Saint-Vincent-et-les-Grenadines aux Jeux du Commonwealth
Saint-Vincent-et-les-Grenadines participe aux Jeux du Commonwealth depuis les Jeux de 1958 à Cardiff. Absents aux Jeux de 1962, puis à ceux de 1982 à 1990 inclus, les Vincentais participent depuis à toutes les compétitions. Prenant part à une gamme d'épreuves de plus en plus large, ils ont remporté à ce jour trois médailles : deux d'or et une de bronze. L'haltérophile George Manners, seul représentant de son pays (tous sports confondus) aux Jeux de 1970 à Édimbourg, offre à Saint-Vincent sa première médaille, en bronze. Le boxeur Frankie Lucas, qui est également le seul athlète à défendre les couleurs vincentaises aux Jeux de 1974 (à Christchurch), fait retentir pour la première fois l'hymne national de son pays aux Jeux, battant le Zambien Julius Lupia en finale dans la catégorie des moins de 75 kg. Enfin, vingt-six ans plus tard, c'est à la sprinteuse Natasha Mayers que Saint-Vincent doit sa deuxième médaille d'or, lorsqu'elle devance l'Anglaise Katherine Endacott de sept centièmes de seconde en finale du 100 mètres. Arrivée initialement troisième derrière Sally Pearson et Osayemi Oludamola, Mayers est promue championne lorsque l'Australienne et la Nigériane sont rétrospectivement disqualifiées (l'une pour faux départ et l'autre pour dopage),.

## Médaillés
| Nom            | Jeux | Médaille           | Discipline    | Épreuve              | Résultat               |
| -------------- | ---- | ------------------ | ------------- | -------------------- | ---------------------- |
| Frankie Lucas  | 1974 | Médaille d'or      | Boxe          | 75 kg hommes         | bat Julius Luipa (ZAM) |
| Natasha Mayers | 2010 | Médaille d'or      | Athlétisme    | 100 mètres femmes    | 11,37 s                |
| George Manners | 1970 | Médaille de bronze | Haltérophilie | Combiné 90 kg hommes | 410 kg                 |